# Tramlijn Aken - Vaals
De tramlijn Aken - Vaals is een verdwenen tramlijn tussen Vaals en Aken. Na een periode van zes jaar met paardentrams kreeg de tramlijn in 1895 bovenleiding en dit was de eerste toepassing hiervan in Nederland. De tramlijn heeft 85 jaar dienst gedaan.

## Plan en aanleg als paardentramlijn
In 1883 had ir. J. van Elzen, directeur van de N.V. Noord-Brabantsche Stoomtramweg-Maatschappij (NBSM) een plan gemaakt voor een stoomtramlijn tussen Aken en Vaals. Twee jaar eerder had hij de tramlijn Tilburg - Waalwijk geopend en burgercomité uit Aken en Vaals steunde zijn nieuwe plan. Het bleek echter dat de in 1880 opgerichte Aachener und Burtscheider Pferde-Eisenbahn-Gesellschaft (ABPEG) de rechten had op de trams over Duits grondgebied. Vanaf 1881 deden trams van deze maatschappij het begin van Karlsgraben aan. Op 26 juni 1887 kreeg de ABPEG een concessie voor het Duitse gedeelte van de nieuwe lijn en al in 1888 werd er vanaf de Karlsgraben een zijtak aangelegd naar het einde van de Lochnerstraße, waar toentertijd de ingang van de Akense dierentuin lag. In oktober 1889 volgde de concessie voor het deel op Nederlands grondgebied en kon de lijn worden voltooid. 

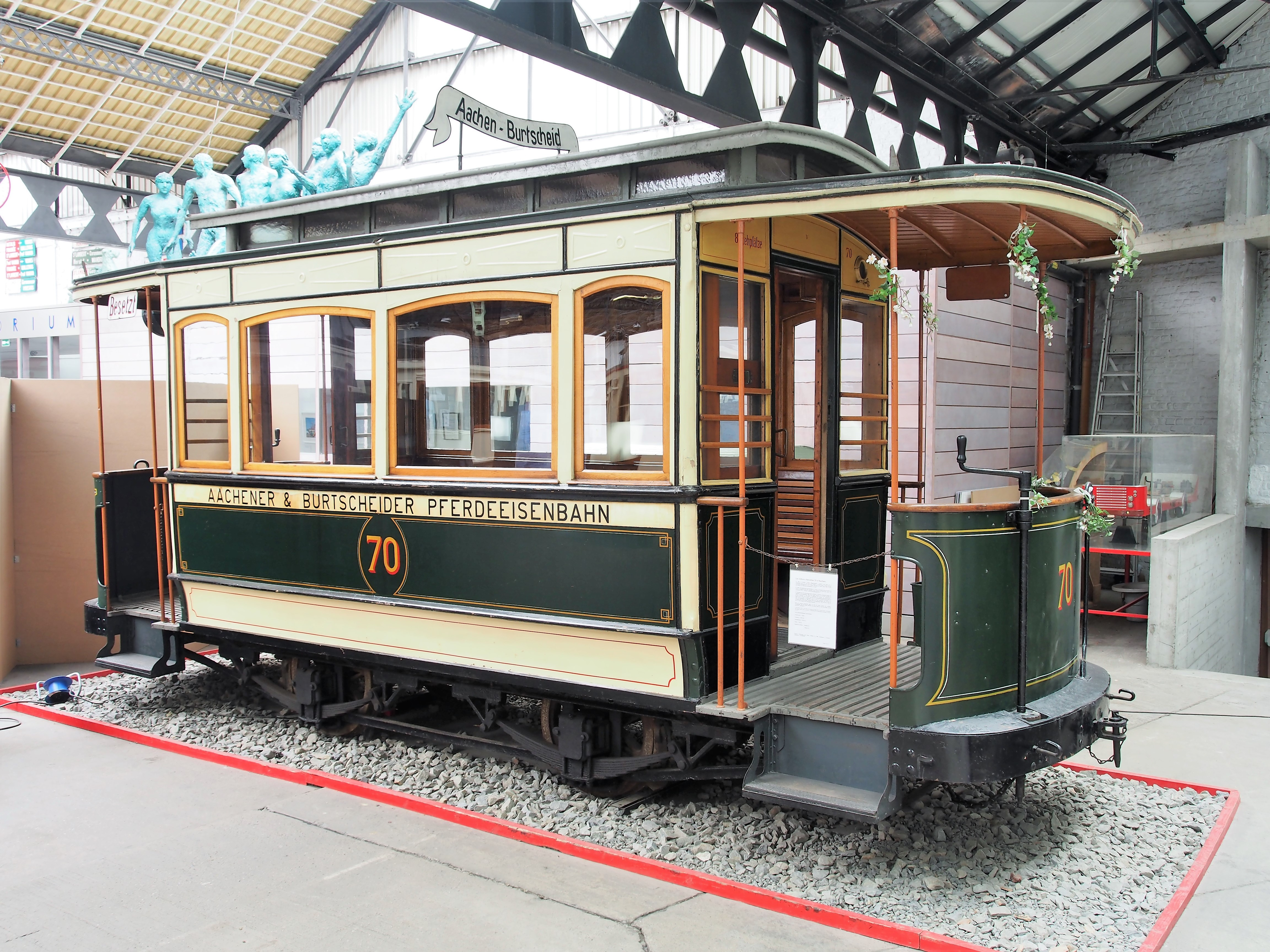
Een rijtuig van de paardentram.

 Op 8 november 1889 werd de paardentramlijn feestelijk geopend bij Blumenthal in Vaals. De normaalsporige lijn was iets meer dan vier kilometer lang en liep van het einde van de Gartenstraße in Aken naar Vaals. Langs de Vaalser Straße en de weg in Nederland lag het spoor aan de zuidkant van de weg. Het was de tweede paardentram in Nederlandse provincie Limburg (na tramlijn Venlo - Tegelen - Steyl) en de eerste grensoverschrijdende lijn van de ABPEG. Het was in die tijd gebruikelijk dat trams door een enkel paard getrokken werden, maar vanwege de hellingen in Aken gebruikte de ABPEG tweespannen op haar in totaal 22-kilometer lange net. 

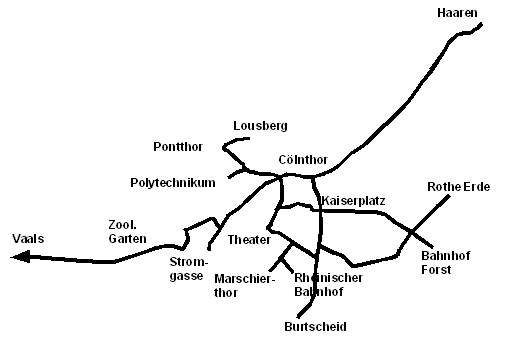
Het Akense paardentramnet in 1895.

## Met bovenleiding vanaf 1895
Vanwege de dure bedrijfsvoering met deze tweespannen werd al in het begin van de jaren 1890 nagedacht over elektrificatie. Op 13 april 1894 ging de ABPEG over in het Aachener Kleinbahn Gesellschaft (AKG). Deze maatschappij wilde het net uitbreiden en koos voor meterspoor. Dit was goedkoper in aanleg en maakte scherpere bochten mogelijk. Nog in 1894 werden alle trams aangepast op deze spoorbreedte. Daarna werd er een bovenleiding met 600 volt gelijkspanning aangelegd en deze elektrificatie was een primeur in Nederland. De elektrische lijn werd op 6 augustus 1895 feestelijk geopend en kreeg weer de lijnaanduiding E. Dit was een maand na de opening van de eerste lijn met bovenleiding van de AKG. In Nederland volgde vier jaar later de tramlijn Haarlem - Zandvoort dit voorbeeld en pas in 1908 werd in Nederland de eerste spoorlijn, namelijk de Hofpleinlijn, onder de draad gebracht. De stroom voor de trams werd door de AKG-centrale in de Borngasse, binnenstad Aken, geleverd. Begin jaren 1900 is dit station een schakelstation geworden en kreeg de tramlijn stroom van algemene net. In 1898 gingen de Akense trams ook goederen vervoeren en dit was voornamelijk steenkool uit het Akens steenkoolbekken, stenen en zand. Dit goederenvervoer ging in de normale personentrams, maar op de lijn naar Vaals werden deze bulkgoederen niet vervoerd. In de jaren hierna werden steeds meer streeklijnen door de AKG geopend. 

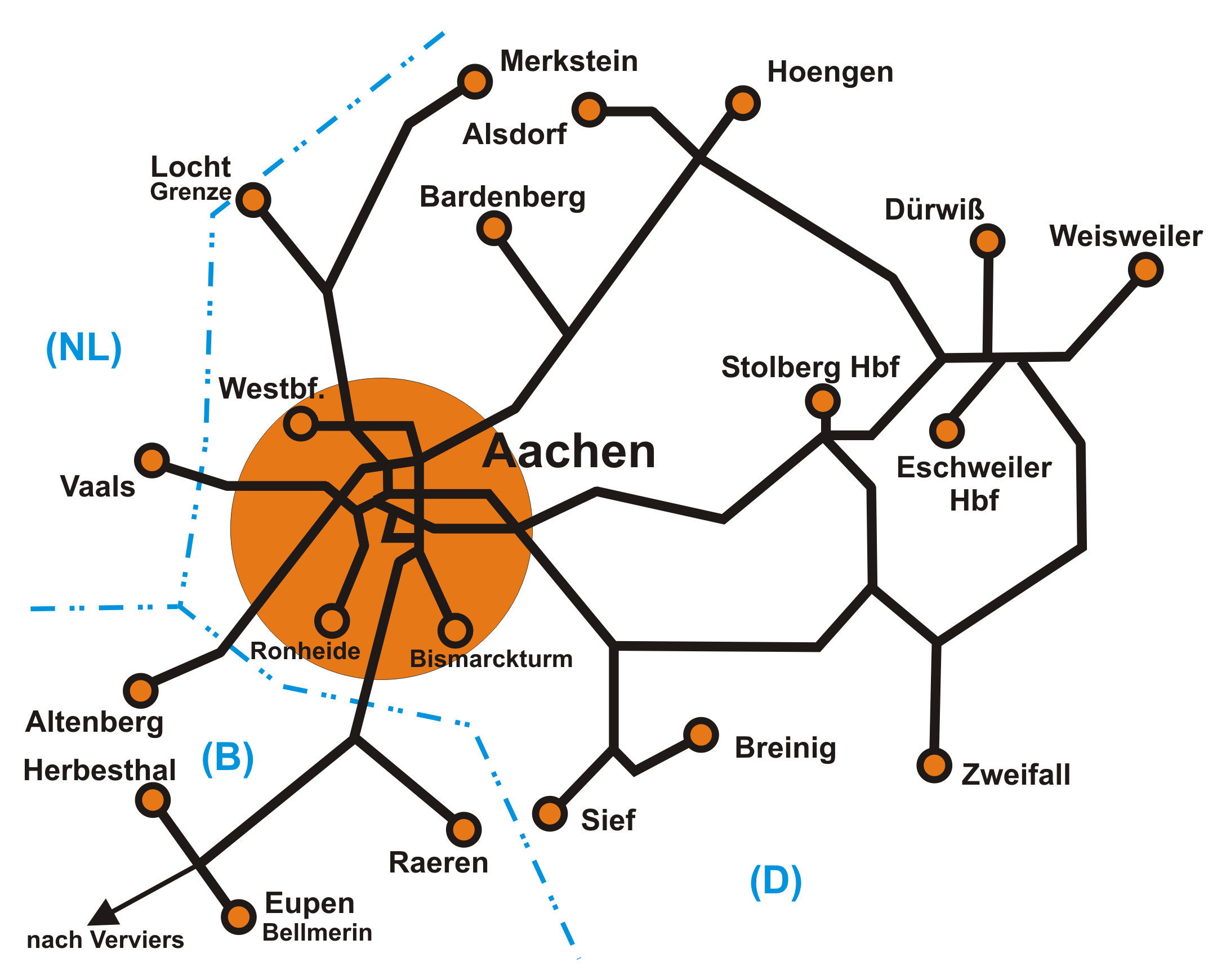
Tramlijnen in en rond Aken vanaf 1933.

 Vanaf 1909 werd het eindpunt Theater en veranderde de lijnaanduiding van E naar 12, omdat de Akense tram meer lijnen had gekregen dan dat er letters beschikbaar waren. Rond deze tijd werden de stroomafnemers vervangen: sleepbeugels werden voor meer eigentijdse schaarbeugels ingewisseld. Vaals was via Aken verbonden met een bijna 200 kilometer lang tramnet. Vanaf 1933 reed de tram naar Eilendorf en enkele jaren daarna ging een deel van de trams van Vaals zelfs door tot Weisweiler. 

## Als schakel in het tramverkeer tussen Maastricht en Aken

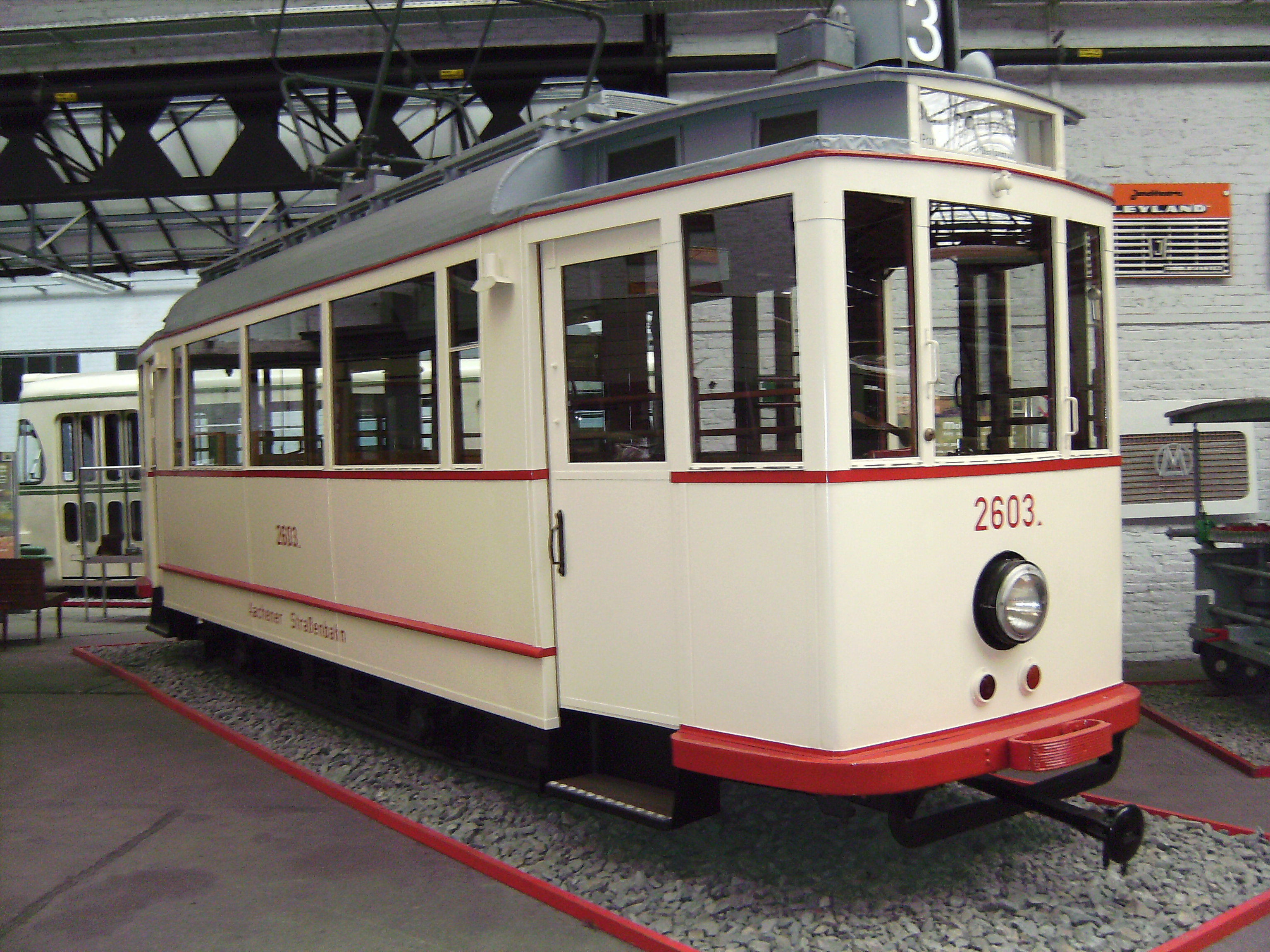
Een Akense tram met bouwjaar 1926.

Vanaf 1897 waren er verschillende plannen voor een tramlijn tussen Maastricht en Vaals. In 1912 was eindelijk de kogel door de kerk en sloot de Staat der Nederlanden en het Allgemeine Elektrizitäts-Gezellschaft (AEG) een overeenkomst: Er zou een metersporige elektrische tramlijn aangelegd worden met een spanning van 1000 volt. Hierdoor werd het Akense tramnet verbonden met zowel Maastricht als het Belgische stoomtramnet van de Nationale Maatschappij van Buurtspoorwegen (NMVB). De nieuwe lijn zou dubbelsporig worden aangelegd en de lijn naar Vaals zou een spoorverdubbeling ondergaan. Twee jaar later waren de eerste bouwmaterialen aangevoerd en was het werk al begonnen, maar toen brak de Eerste Wereldoorlog uit. In augustus werden de werken stilgelegd en daarna kwam er van deze plannen niets meer terecht. Na de wapenstilstand van 11 november 1918 heeft het tramverkeer helemaal stilgelegen, maar in januari 1919 reed alles weer volgens dienstregeling. In 1922 kreeg Vaals alsnog een nieuwe stoomtramlijn naar Maastricht van de Limburgsche Tramweg-Maatschappij (LTM). Deze tramlijn Maastricht - Vaals was in enkelspoor en breder uitgevoerd, namelijk in normaalspoor. Over deze nieuwe lijn deden vijf trams per dag Vaals aan. De buslijn tussen Vaals en Maastricht werd hierdoor opgeheven. Tramstation Vaals lag aan de rand van de bebouwde kom ten noorden van Vaals. Met geld van de LTM kreeg de tramlijn van Aken een aftakking van de Maastrichterlaan naar het nieuwe tramstation. De feestelijke opening was op 29 maart of 29 november 1923 en daarna waren er dagelijks twaalf retourritten tussen Aken en Vaals. Vanwege de verschillende spoorwijdtes moest vracht overgeladen worden bij station Vaals. Ook reizigers moesten overstappen, maar konden wel doorgaande plaatsbewijzen kopen, want de LTM en AKG werkten hierin samen. Vanaf april 1926 deden dagelijks zeven LTM-stoomtrams Vaals aan. Vanaf 1 januari 1929 reed de tram naar Maastricht tot het station in die stad en werd het aantal dagelijks ritten zelfs verhoogd naar twaalf. Vanaf 1933 nam het aantal overstappers op station Vaals af, omdat het voor Duitsers lastiger was om Nederlandse guldens te kopen. Vanwege minder belangstelling dan gedacht werd op 1 maart 1937 het reizigersverkeer van Maastricht gestaakt en het goederenvervoer volgde op 5 april 1938. De tram van Aken reed vanaf toen weer tot halte Blumenthal en de buslijn van Vaals naar Maastricht werd weer in ere hersteld. De aftakking in de Prins Bernardstraat naar tramstation Vaals had geen nut meer en is daarom in februari / maart 1939 opgebroken. 
| Lijn | Van   | Tot  | Via                                                   | Eindpunt      |
| ---- | ----- | ---- | ----------------------------------------------------- | ------------- |
| E    | 1889  | 1895 | Markt – Kölntor – Kaiserplatz                         | Wilhelmstraße |
| E    | 1895  | 1909 | Hauptpost                                             | Theater       |
| 12   | 1909  | 1933 | Hauptpost                                             | Theater       |
| 12   | 1933  | 1973 | Hauptpost – Theater – Kaizerplatz – Elsaßstraße       | Eilendorf     |
| 22   | ±1936 | 1969 | Theater – Eilendorf – Atsch – Eschweiler              | Weisweiler    |
| 15   | 1973  | 1974 | Hauptpost – Elisenbrunnen - Kaiserplatz – Elsaßstraße | Brand         |

## Tweede Wereldoorlog, herstart en afbouw
Vanaf zomer 1939 reden de trams nog maar tot de grens bij Vaals, omdat het tramverkeer tussen beide landen werd verboden vanwege de oorlogsdreiging. Vanaf 1942 heette de AKG voortaan Aachener Straßenbahn- und Energieversorgungs-Aktiengesellschaft (ASEAG). Na de Slag om Aken in het najaar van 1944 lag het tramverkeer stil en pas in 1950 reden alle trams weer als vanouds. In 1953 werd bij de grens een keerlus aangelegd, om de drukte van de vele Duitsers te kunnen verwerken die in Nederland inkopen kwamen doen met de buttertram. Op de enkelsporige Akense lijnen werd er vanaf 1958 elektrische beveiliging geïnstalleerd. 

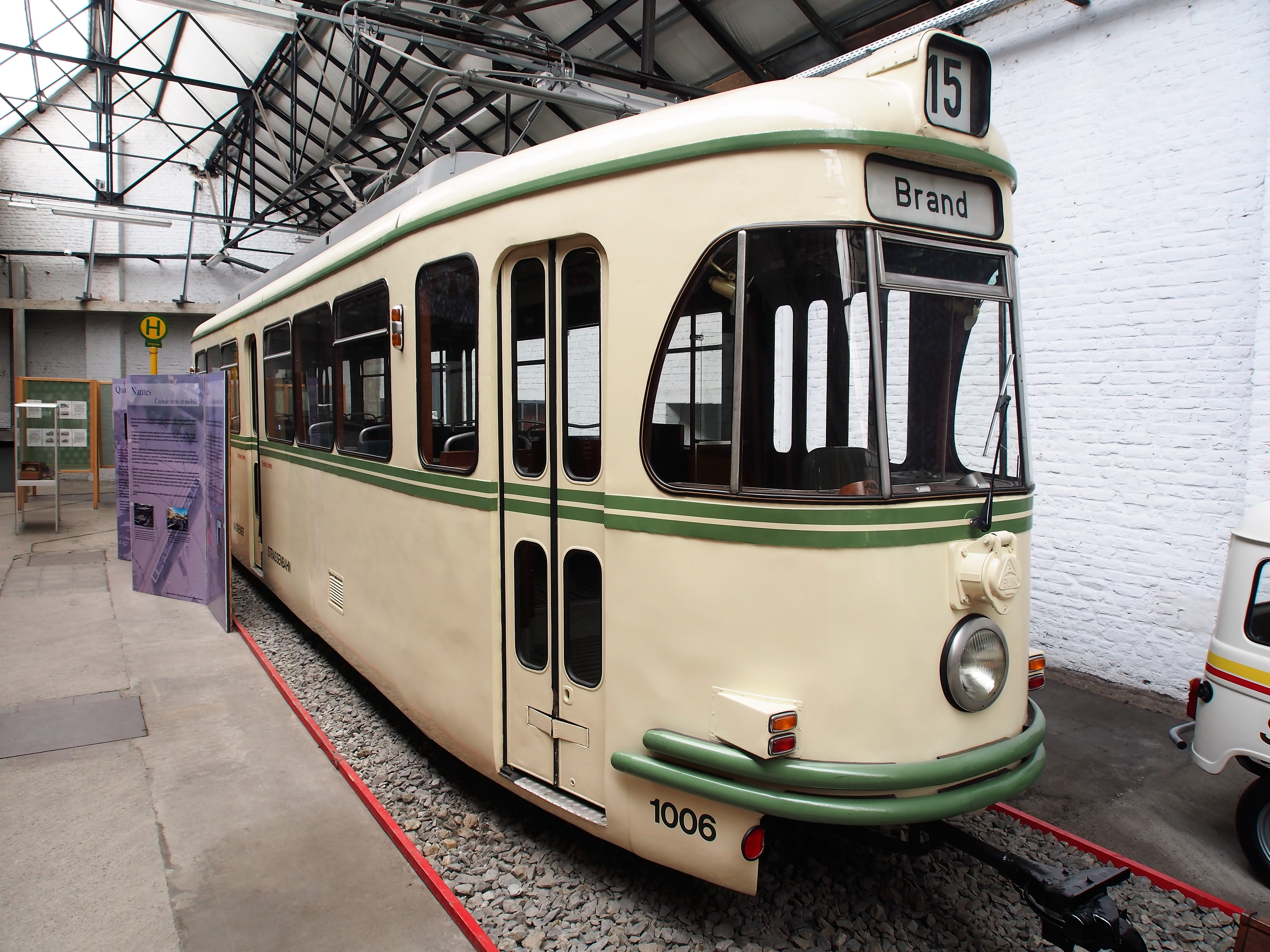
De laatste anderhalf jaar reed de tram als lijn 15 naar Brand.

 De neergang van de tram in en rond Aken was echter al ingezet ten gunste van de bus en vrachtwagen, want in 1951 werden de eerste tramlijnen opgebroken en namen bussen en vrachtwagens het vervoer over. In 1962 was het lijnennet sterk teruggebracht en was er slechts nog een tweede stadstramlijn en een drietal streeklijnen. In 1968 gaf de Akense stadsraad opdracht om de tram met de bus te vergelijken. Hoewel het rapport dat hieruit voortvloeide nogal onevenwichtig was, besloot de raad in 1972 tot opheffing van de resterende tramlijnen. Vanaf 11 maart 1973 kreeg de lijn kortstondig lijnnummer 15, maar op 29 september 1974 viel het doek voor de Akense tram. Nadat de allerlaatste tram halte Vaals Grenze had aangedaan hadden in Nederland alleen Amsterdam, Rotterdam en Den Haag nog trams.

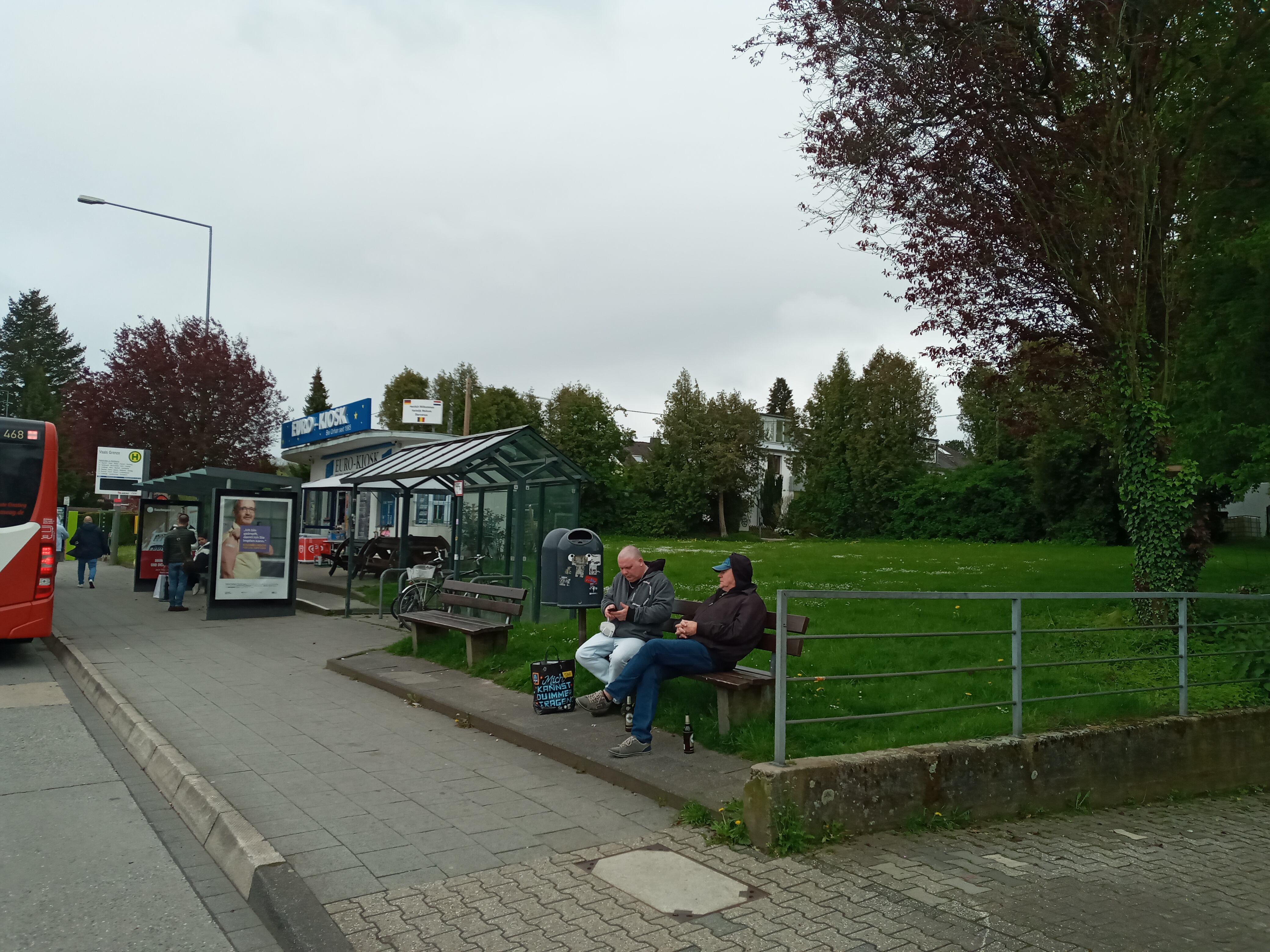
Grasveld op de plaats van de voormalige keerlus en tot kiosk omgebouwd onderstation bij Vaals Grenze.

## Overblijfselen
Van de lijn zijn nog twee gebouwen te zien: op de eerste plaats het voormalige tramstation Vaals aan het Prins Bernardplein in Vaals. Verder staat er in het Vaalserquartier tussen de Vaalser Straße en Konradstraße het gebouw van het voormalige onderstation, dat nu als kiosk gebruikt wordt. Hier ligt ook een grasveld op de plaats waar vroeger de keerlus lag. Vanaf deze plek tot de Alter Vaalser Straße ligt nu een fietspad op het voormalige baanlichaam van de tram.

## Materieel
Het materieel op de lijn werd gedeeld met de andere tramlijnen van het Akense net. In het begin waren er 45 rijtuigen gekocht bij Waggonfabrik Herbrand in Keulen en de wagonfabriek in Ludwigshafen am Rhein. Bij de omsporing tot meterspoor zijn deze rijtuigen aangepast en de laatste zijn nog tot 1933 gebruikt als bijwagen. In 1895 en 1896 werden zestig elektrische trams geleverd door wederom Herbrand, waarvan de laatste ook in 1933 uit dienst gingen. In 1908 kwamen er 32 nieuwe trams. In 1910 volgde de eerste tien trams van de Akense firma Waggonfabrik Talbot, die daarna hofleverancier werd voor het Akense tramnet. Na 1945 kwam er veel materieel uit andere Duitse steden en daarnaast uit Luxemburg. Na het stoppen van de tramdienst is een deel van het materieel gesloopt, maar zijn ook trams verkocht aan verschillende trambedrijven in Europa. In het Museum voor het Openbaar Vervoer van Wallonië in Luik zijn nog twee tramstellen te bewonderen.